# Multipekskärm

Multipekskärm.

Multipekskärm (engelska: multi-touch) är en pekskärm på exempelvis en surfplatta eller smartmobil, som kan känna av beröring på flera olika punkter samtidigt. Detta kan användas till zoomning via knipning eller liknande, eller diverse applikationer där beröring på flera punkter används.